# Харківсько-Полтавська єпархія ПЦУ
Харківсько-Полтавська єпархія — єпархія Православної церкви України, що охоплює окремі парафії на територіях Харківської, Кіровоградської, Полтавської та Черкаської областей.
До складу єпархії входять 45 парафії.

## Єпархіальне управління
м. Полтава, вул. Волонтерська, 79. Секретар ігумен Антоній (Боднарець).

## Правлячі Архієреї
- єпископ Роман (Попенко) з 6 червня 1992
- архієпископ Ігор (Ісіченко) 12 липня 1993 — 15 травня 2003
- єпископ Лаврентій (Мигович) 13 грудня 2004 — 21 червня 2005
- архієпископ Афанасій (Шкурупій) (з 15 листопада 2009)

## Парафії єпархії
| №  | Назва                                                     | Адреса                 | Область        | Настоятель                   |
| -- | --------------------------------------------------------- | ---------------------- | -------------- | ---------------------------- |
| 1  | Храм Архистратига Михаїла                                 | м. Полтава (Івонченці) | Полтавська     | прот. Олександр Горай        |
| 2  | Храм Воскресіння Христового                               | с. Івашки              | Полтавська     | прот. Олександр Горай        |
| 3  | Храм святих праведників Захарії та Єлизавети              | с. Піщане              | Полтавська     | прот. Олександр Горай        |
| 4  | Храм Свято-Троїцький                                      | м. Миргород            | Полтавська     | єрей Сергій Лаврик           |
| 5  | Храм святих мучеників Флора і Лавра                       | с. Дібрівка            | Полтавська     | єрей Сергій Лаврик           |
| 6  | Храм Архистратига Михаїла                                 | м. Решетилівка         | Полтавська     | єрей Михайло Дзерина         |
| 7  | Храм Покрови Пресвятої Богородиці                         | м. Хорол               | Полтавська     | єрей Олег Аврааменко         |
| 8  | Храм Почаївської ікони Пресвятої Богородиці               | с. Бутенки             | Полтавська     | єрей Сергій Солянко          |
| 9  | Храм св. влмч. Георгія Побідоносця                        | с. Давидівка           | Полтавська     | прот. Іван Піпак             |
| 10 | Храм св. ап. Андрія Першозванного                         | с. Засулля             | Полтавська     | єрей Станіслав Радчук        |
| 11 | Храм прп. Серафима Саровського                            | с. Зачепилівка         | Полтавська     | єрей Дмитро Педина           |
| 12 | Храм Свято-Покровський                                    | с. Покровське          | Полтавська     | єрей Вадим Кисіль            |
| 13 | Храм Свято-Троїцький                                      | с. Троїцьке            | Полтавська     | єрей Микола Костюк           |
| 14 | Храм на честь ікони Пресвятої Богородиці Неопалима купина | м. Зміїв               | Харківська     | єрей Іван Полежака           |
| 15 | Храм прп. Агапіта Печерського                             | с. Безлюдівка          | Харківська     | єрей Дмитро Іващук           |
| 16 | Храм Архистратига Михаїла                                 | с. Височинівка         | Харківська     | прот. Микола Кривоніс        |
| 17 | Храм св. влмч. Катерини                                   | с. Катеринівка         | Харківська     | прот. Станіслав Шинкаренко   |
| 18 | Храм Свято-Духівський                                     | с. Ківшарівка          | Харківська     | митр. прот. Леонід Даниленко |
| 19 | Храм Свято-Успенський                                     | с. Сенькове            | Харківська     | митр. прот. Леонід Даниленко |
| 20 | Храм Покрови Пресвятої Богородиці                         | с. Лиман               | Харківська     | єрей Юрій Потикун            |
| 21 | Храм Успіння Пресвятої Богородиці                         | м. Новомиргород        | Кіровоградська | прот. Степан Каталько        |

## Монастирі
1. Свято-Богоявленський Харківецький жіночий монастир, с. Харківці, Пирятинський р-н., – духівник архімандрит Діонісій (Федоров).